# Малый Бегичев
Ма́лый Бе́гичев — остров в России в Якутии. Находится в Хатангском заливе, западнее острова Большой Бегичев. Их разделяет пролив Пионера шириной около 9 км. Назван в честь русского моряка-путешественника Никифора Бегичева, который открыл острова в 1908 году. Был открыт Лаптевым и назван островом Святого Николая (упоминается в "Описании земли Камчатки, сочинённым Степаном Крашенниковым" в 1755 год). В 1934 году переименован в остров Малый Бегичев. Длина острова 5.2 км, ширина 4 км, площадь 15 км². К северо-востоку от острова находится Северный пролив, отделяющий остров от моря Лаптевых. От крайней южной точки Малого Бегичева до материка (полуостров Урюнг-Тумус) — 25 км. У восточной части находится коса. Поверхность покрыта множеством мелких озёр.